# 橡川一朗
橡川 一朗（とちかわ いちろう、1920年9月3日 - 2019年）は、日本の西洋中世史家。東京都立大学名誉教授。

## 業績評価
中近世ヨーロッパにおける家父長的奴隷制説を提起して、通説と鋭く対立し、特に日本におけるドイツ史研究に大きな影響を及ぼした。また、家父長的奴隷制説を証明する史料として、ドイツのグリム編『ヴァイステューマー』を重視し、その本格的解読に取り組んだわが国の先駆的研究者でもある。日本史についても、安良城盛昭の家父長制的奴隷制論と連携し、『源氏物語』や親鸞などに関して独自の見解を示し、家父長的奴隷制を軸とする射程範囲の広い歴史観を展開していた。

## 経歴
- 1920年 岐阜県本巣郡根尾村（現・本巣市）に生まれる。父は浄土真宗本願寺派西光寺の住職[1]。
- 1941年 官立第一高等学校文科甲類卒業
- 1943年 東京帝国大学文学部西洋史学科卒業
- 1945年 東京大学文学部西洋史学科副手
- 1950年 (旧)東京都立大学助教授に就任
- 1972年 東京都立大学教授
- 1975年 東京都立大学付属図書館長、大学評議員
- 1982年 駒澤大学文学部教授に就任
- 1993年 駒沢大学退職

## 著書
- 『西欧封建社会の比較史的研究』（青木書店 1972年、増訂版1984年）
- 『ドイツの都市と農村』（吉川弘文館 1989年）
- 『近代思想と源氏物語』（花伝社 1990年）

## 訳書
- ジャック・ドローズ『ドイツ史』（白水社・文庫クセジュ 1952年）

## 叙勲
- 1995年 勲三等瑞宝章

## 論文
- 橡川一朗「増田四郎著「ヨーロッパ社会の誕生」」『書評』第4巻第1号、日本出版協会、1949年1月、39-42頁、NAID 40001872971。
- 橡川一朗「カロリンガ朝初期における従士制の問題」『史学雑誌』第58巻第4号、山川出版社、1949年10月、20-42頁、ISSN 00182478、NAID 40001515145。
- 橡川一朗「古典荘園における《不定量》賦役について : 森本芳樹氏の批判に答えつつ(論点をめぐって)」『土地制度史学』第1巻第4号、土地制度史学会（現 政治経済学・経済史学会）、1959年、56-62頁、doi:10.20633/tochiseido.1.4_56、ISSN 0493-3567、NAID 110007017774。
- 村川堅太郎, 藤間生大, 橡川一朗, 前田護郎, 吉田隆, 土井正興, 中島健一, 岸本通夫, 太田秀通, 山本茂, 井上一, 渡辺金一, 板倉勝正, 西嶋定生, 石母田正「シンポジウム 古代オリエントにおける奴隷の問題」『日本オリエント学会月報』第3巻第9-12号、日本オリエント学会、1960年、135-161頁、doi:10.5356/jorient1955.3.135、NAID 130003853492。
- 橡川一朗「世界史像の再検討のための試論」『歴史学研究』第309号、青木書店、1966年2月、1-15頁、ISSN 03869237、NAID 40003815978。
- 樋口徹「橡川一朗氏の「包み込み」理論について」『歴史学研究』第311号、青木書店、1966年4月、7-9頁、ISSN 03869237、NAID 40003815996。
- 橡川一朗「中・近世における西北ドイツ等の都市について (村上正二教授記念論文集)」『人文学報』第118号、東京都立大学人文学部、1977年2月、43-77頁、ISSN 03868729、NAID 40001950427。
- 橡川一朗「西南ドイツの中世都市--グリム「村法類」より」『人文学報』第141号、東京都立大学人文学部、1980年3月、63-159頁、ISSN 03868729、NAID 40001950663。
- 橡川一朗「ドイツ農民身分制史(西北編)」『駒沢史学』第30号、駒澤大学文学部史学会、1983年3月、1-64頁、ISSN 04506928、NAID 110007002880。
- 橡川一朗「上オ-ストリア小都市群の参事会と一般市民団」『駒沢史学』第37号、駒澤大学文学部史学会、1987年11月、78-137頁、ISSN 04506928、NAID 110007002331。
- 石川澄雄「「ドイツの都市と農村」橡川一朗」『駒沢史学』第42号、駒沢大学歴史学研究室内駒沢史学会、1990年9月、61-69頁、ISSN 04506928、NAID 110007002989。
- 橡川一朗「フランス等における「自国の奴隷制」研究とその思想史的背景」『駒沢史学』第45号、駒沢大学歴史学研究室内駒沢史学会、1993年4月、3-55頁、ISSN 04506928、NAID 110007002337。
- 橡川一朗, and 橡川一朗「中世ドイツの奴隷制」『駒沢史学』第68号、駒沢史学会、2007年3月、191-211頁、ISSN 04506928、NAID 120006616486。
- 橡川一朗「〈社会史〉批判の論理をめぐって」『歴史学研究』第933号、青木書店、2015年7月、75-77頁、ISSN 0386-9237、NAID 40020494595。